# Microniscus fuscus
Microniscus fuscus is een pissebed uit de familie Microniscidae. De wetenschappelijke naam van de soort is voor het eerst geldig gepubliceerd in 1871 door Müller.